# Yvonne Bürgin
Yvonne Bürgin, née le 27 août 1970 à Rüti (originaire de Wetzikon et Bubendorf), est une personnalité politique suisse, membre du Centre.
Elle est députée du canton de Zurich au Conseil national depuis décembre 2023.

## Biographie
Yvonne Bürgin naît Yvonne Hartmann le 27 août 1970 à Rüti, dans l'Oberland zurichois. Elle est originaire de Wetzikon, dans le canton de Zurich, et de Bubendorf, dans le canton de Bâle-Campagne. Elle vit depuis son enfance à Rüti.
Dessinatrice textile de formation, elle s'occupe du travail administratif au sein de l'entreprise de taille de pierre de son mari.
Elle est mère de trois enfants.

## Parcours politique
Elle accède (vient-ensuite) au Conseil cantonal de Zurich le 19 août 2013. Elle le préside du 8 mai 2018 au 5 mai 2019, (elle est le premier habitant de Rüti à occuper ce poste), avant de prendre la tête de son groupe parlementaire. 
Elle est présidente de la commune de Rüti depuis le 27 mars 2022 et l'un des vice-présidents du Centre Suisse depuis 2021. 
Elle démissionne du parlement cantonal zurichois à la suite de son élection au Conseil national en octobre 2023,, où elle décroche un troisième siège pour son parti (qui n'en avait qu'un seul lors de la précédente législature).
Elle devient en février 2024 l'un des trois vice-présidents du Centre,.

## Profil politique
Ses thèmes de prédilection sont la politique scolaire et la politique familiale.